# Хаз-Кале
Хаз-Кале — село в Итум-Калинском районе Чечни.
Входит в состав Тазбичинского сельского поселения.

## География
Расположено на берегу реки Хелдахойэхк, на северо-востоке от районного центра Итум-Кали.
Ближайшие населённые пункты: на севере — Тазбичи, на юге — Ведучи, на востоке — Тасгут.

## История
В 1944 году коренное население ЧИ АССР было выселено. После восстановления ЧИ АССР чеченцам было запрещено возвращаться в свои исконные районы: Галанчожский, Шатойский и Итум-Калинский.

## Архитектура
На территории села располагается памятник чеченской башенной архитектуры, средневековый замковый комплекс — Хазкалинский башенный посёлок.